# Aleksej Leontiev
Aleksej Nikolajevitj Leontiev (ryska: Алексе́й Никола́евич Лео́нтьев), född 18 februari (enl. n.s; 5 februari enl. g.s.) 1903 i Moskva, död 21 januari 1979 i Moskva, var en sovjetisk utvecklingspsykolog.

## Biografi
Tillsammans med Lev Vygotskij och Alexander Luria var Leontiev en av de ledande företrädarna för den kulturhistoriska skolan inom psykologin. Leontiev inledde 1921 psykologistudier vid Moskvauniversitetet, och arbetade 1924–1930 nära Vygotskij. 1931–1934 var han verksam vid universitetet i Charkov, vartefter han återvände till Moskva. 1950 blev han chef för Moskvauniversitetets psykologiska institution, och då institutionen blev en självständig fakultet 1966 blev han dess förste dekanus.
Leontiev vidareutvecklade Vygotskijs grundläggande tankar i sin aktivitetsteori, enligt vilken den viktigaste skillnaden inom psykologin är mellan innehåll och process och att psykologins väsentligaste uppgift är att studera förhållandet däremellan. Enligt Leontiev är människans personlighet inte en struktur av egenskaper utan tar sig uttryck i olika former av kontakt med verkligheten, som aktiviteter och relationer. Detta kräver en avobjektifiering inom psykologin genom förflyttning av fokus från symboler, tecken och föremål till fokus på processer och handlingar. 
Leontievs arbete kom att utöva stort inflytande över den marxistiska psykologi som utvecklades i Västeuropa kring 1970-talet, och var mönsterskapande för den kritiska psykologin i Tyskland.